# Alte Sollner Kirche St. Johann Baptist

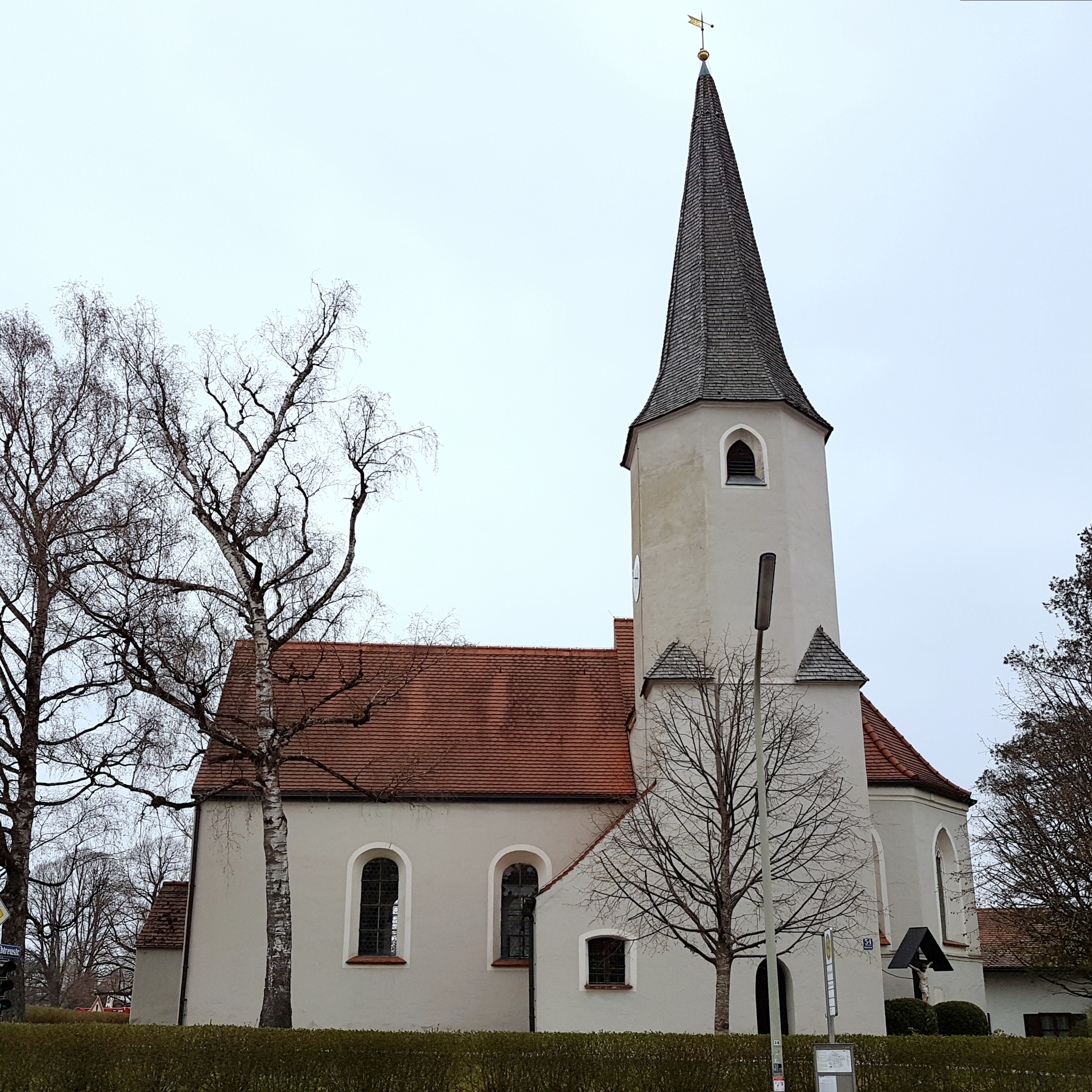
Alte Sollner Kirche St. Johann Baptist

Die alte Sollner Kirche St. Johann Baptist ist die frühere katholische Kirche von Solln, das heute ein Stadtteil von München ist. Sie gehört zu den ältesten Kirchengebäuden in München und Umgebung. Ab 1905 übernahm die neu gebaute gleichnamige Kirche St. Johann Baptist am Fellererplatz ihre Funktion.

## Lage
Die Kirche befindet sich im Ortskern von Solln an der Herterichstraße 54, Ecke Bleibtreustraße. Die Lage ist am nördlichen Rand des denkmalgeschützten historischen Dorfkerns von Solln. Die Kirche befindet sich auf einer Erhöhung neben der Straße und ist umgeben von einem ehemaligen Friedhof.

## Geschichte
Die Existenz einer Kirche in Solln ist seit 1315 bezeugt. Es gibt aber Hinweise, dass es mindestens seit dem 12. Jahrhundert eine Filialkirche der Pfarrei Thalkirchen-Sendling dort gab. Das heutige Kirchengebäude wurde in den letzten Jahrzehnten des 15. Jahrhunderts errichtet. Im Ausgabenbuch des Münchner Patriziers Balthasar Pötschner findet sich ein Beleg, dass er in den Jahren 1470 bis 1472 etliche Ausstattungsstücke für die Kirche zu „Soln“ gestiftet hat.  Nach dem Dreißigjährigen Krieg, den die Kirche trotz Zerstörung Sollns unbeschadet überstand, fanden im 17. und frühen 18. Jahrhundert Umbauten und Erweiterungen statt.
1874 wurden Solln und Pullach aus der Pfarrei Thalkirchen-Sendling herausgetrennt und eine neue Pfarrei Pullach-Solln mit Sitz in Pullach errichtet.
Bereits 1879 war der Friedhof um die Kirche zu klein geworden und ein neuer Friedhof wurde am Friedhofweg angelegt. Mit dem Anwachsen der Bevölkerung in Solln Ende des 19. Jahrhunderts, insbesondere nach Bau der Villenkolonie Solln und deren Wachsen nach Südwesten, wurde die Kirche mit ihren etwa 80 Plätzen endgültig zu klein, was schließlich zum Bau der neuen Kirche am Fellererplatz führte. 1920 wurde Solln eine eigenständige Pfarrei.
1966 wurde die Kirche umfassend renoviert und restauriert.
Die alte Sollner Kirche wird heute von der Pfarrei St. Johann Baptist Solln als Nebenkirche vor allem in den Sommermonaten genutzt.

## Bauwerk
Die ältesten Teile der Kirche aus dem späten 15. Jahrhundert sind der spätgotische Altarraum und der viereckige Unterteil des Turms. Das Langhaus und der achteckige Oberteil des Turms mit Spitzhelmdach wurden vermutlich bei den Umbauten und Erweiterungen der Jahre 1640–1648 neu gebaut, könnten aber auch älteren Ursprungs sein.

## Ausstattung
Der Rokoko-Hochaltar stammt aus dem Jahr 1760. Das Altarblatt ist von Balthasar Augustin Albrecht und zeigt Johannes den Täufer, St. Georg, Konrad von Konstanz, Maria, deren Eltern Anna und Joachim, das Jesuskind, die heilige Barbara und Elisabeth von Thüringen. Die Schnitzarbeiten des Altars sind von Johann Baptist Straub. Der Altar war ursprünglich ein Hausaltar des Münchner Kaufmannsehepaars Konrad Georg Sauer und Maria Anna Sauer, einige der dargestellten Heiligen sind Namenspatrone dieser ursprünglichen Besitzer. Der Altar wurde zwischen 1830 und 1840 für die Sollner Kirche erworben.
Die früher reiche barocke Ausstattung der Kirche wurde seit den 1950er Jahren deutlich reduziert. Zwei früher vorhandene spätgotische Schnitzfiguren aus dem frühen 16. Jahrhundert, ein Gnadenstuhl und eine Rosenkranzmadonna, befinden sich inzwischen in der neuen Kirche am Fellererplatz. Erhalten sind am ehemaligen linken Seitenaltar die Schnitzfigur des heiligen Sebastian (circa 1510), am ehemaligen rechten Seitenaltar eine Schwarze Madonna (circa 1730), die eine Kopie der Schwarzen Madonna von Einsiedeln ist, und eine Schnitzfigur des heiligen Johannes Evangelist (circa 1685).
Im Oktogon des Turms hängen zwei historisch bedeutende Bronzeglocken mit Schlagtönen dis2 - fis2 aus den Jahren 1654 und 1925, die heute noch per Seilzug geläutet werden.